# フルスイング (日本テレビ)
『フルスイング』は、日本テレビで放送されている『ネクプラ』からタイトル変更された単発特別番組枠のバラエティー実験枠の総称である。2022年10月8日（10月7日深夜） - 2023年4月1日（3月31日深夜）、毎週土曜日の0時30分から0時59分（金曜日深夜）に放送された。2024年10月11日（10月10日深夜）から、毎週金曜日（木曜日深夜）の1時29分から1時59分に放送を再開する。

## 放送番組
2022年10月15日（14日深夜）以降、前夜に放送の『金曜ロードショー』が放送時間の拡大に伴い以降の番組は繰り下げになっている為、放送時間変則での放送になっていた。
| 放送期間               | 番組名                                             | 主な出演者                                                                                     | 備考                      |
| ---------------------- | -------------------------------------------------- | ---------------------------------------------------------------------------------------------- | ------------------------- |
| 2022年10月8日          | -アドリブ推理ドラマ- ミステリープレイヤーズ        | 加藤諒 北原里英 中島颯太 中村静香 とろサーモン村田                                             | 通常時刻に放送。          |
| 2022年10月15日         | 極メシ                                             | 山里亮太                                                                                       | 1:15 - 1:44に放送。       |
| 2022年10月22日         | ハートフル大脱出                                   | 藤本敏史 秋元真夏（乃木坂46）                                                                  | 1:20 - 1:49に放送。       |
| 2022年10月29日         | 新装回転!ハナシ寿司                                | 川島明（麒麟）                                                                                 | 1:00 - 1:29に放送。       |
| 2022年11月5日          | ハジメちゃんとオサムさん                           | 飯尾和樹 神田愛花                                                                              | 0:35 - 1:04に放送。       |
| 2022年11月12日         | 最初に帰るひと                                     | 三村マサカズ（さまぁ〜ず） 足立梨花 森本晋太郎（トンツカタン）                                 | 1:10 - 1:39に放送。       |
| 2022年11月19日         | 何でもない日                                       | 囲碁将棋 かが屋                                                                                | 1:30 - 1:59に放送。       |
| 2022年11月26日         | スカウトモンスターズ                               | 向井慧（パンサー） 与田祐希（乃木坂46） 福田麻貴（3時のヒロイン） ニシダ（ラランド） ワタリ119 | 1:10 - 1:39に放送。       |
| 2022年12月3日          | サンドウィッチマンのジェラシーの館                 | サンドウィッチマン                                                                             | 0:35 - 1:04に放送。       |
| 2022年12月10日         | 未来宣告クイズ THE COUNTDOWN                       | 阿部亮平（Snow Man） 滝沢カレン 盛山晋太郎（見取り図）                                         | 0:35 - 1:04に放送。       |
| 2022年12月17日         | 芸能人とご対面バスツアー 会いたいさんが乗ってきた! | 陣内智則 錦鯉 黒田みゆ（日本テレビアナウンサー）                                               | 0:35 - 1:04に放送。       |
| 2022年12月24日         | 言えなかったほんとのハナシ                         | 指原莉乃                                                                                       | 0:35 - 1:04に放送。       |
| 2023年1月7日           | 真夜中の子守歌                                     | wacci橋口洋平 川崎鷹也 忽滑谷こころ（日本テレビアナウンサー）                                  | 1:05 - 1:34に放送。       |
| 2023年1月14日 - 4月1日 | カネ梨和也                                         | 亀梨和也                                                                                       | 初回は0:45 - 1:14に放送。 |

| 放送期間       | 番組名                | 主な出演者                                                                                         | 備考                      |
| -------------- | --------------------- | -------------------------------------------------------------------------------------------------- | ------------------------- |
| 2024年10月11日 | キャラカルタ          | かが屋                                                                                             | 初回は1:35 - 2:05に放送。 |
| 2024年10月18日 | 勝手に推定!フェルミ団 | 森田哲矢（さらば青春の光） サーヤ（ラランド） 鈴木亜美 永野裕之 住岡佑樹（日本テレビアナウンサー） | 0:59 - 1:29に放送。       |

## ネット局
全局とも同時ネット。
全編ローカルセールス枠のため、日本テレビ以外の通常時同時ネットとする局でも自主編成の都合上臨時に遅れネットまたは非ネットに変更することがある一方、通常時非ネットとする局でも臨時同時ネットで放送する場合がある。
| 放送対象地域   | 放送局                       | 系列           | 放送日時                      | 放送期間                                    |
| -------------- | ---------------------------- | -------------- | ----------------------------- | ------------------------------------------- |
| 関東広域圏     | 日本テレビ（NTV） 【制作局】 | 日本テレビ系列 | 土曜 0:30 - 0:59 （金曜深夜） | 2022年10月8日 - 2023年4月1日（3月31日深夜） |
| 青森県         | 青森放送（RAB）              | 日本テレビ系列 | 土曜 0:30 - 0:59 （金曜深夜） | 2022年10月8日 - 2023年4月1日（3月31日深夜） |
| 岩手県         | テレビ岩手（TVI）            | 日本テレビ系列 | 土曜 0:30 - 0:59 （金曜深夜） | 2022年10月8日 - 2023年4月1日（3月31日深夜） |
| 宮城県         | ミヤギテレビ（MMT）          | 日本テレビ系列 | 土曜 0:30 - 0:59 （金曜深夜） | 2022年10月8日 - 2023年4月1日（3月31日深夜） |
| 福島県         | 福島中央テレビ（FCT）        | 日本テレビ系列 | 土曜 0:30 - 0:59 （金曜深夜） | 2022年10月8日 - 2023年4月1日（3月31日深夜） |
| 新潟県         | テレビ新潟（TeNY）           | 日本テレビ系列 | 土曜 0:30 - 0:59 （金曜深夜） | 2022年10月8日 - 2023年4月1日（3月31日深夜） |
| 長野県         | テレビ信州（TSB）            | 日本テレビ系列 | 土曜 0:30 - 0:59 （金曜深夜） | 2022年10月8日 - 2023年4月1日（3月31日深夜） |
| 静岡県         | 静岡第一テレビ（SDT）        | 日本テレビ系列 | 土曜 0:30 - 0:59 （金曜深夜） | 2022年10月8日 - 2023年4月1日（3月31日深夜） |
| 富山県         | 北日本放送（KNB）            | 日本テレビ系列 | 土曜 0:30 - 0:59 （金曜深夜） | 2022年10月8日 - 2023年4月1日（3月31日深夜） |
| 石川県         | テレビ金沢（KTK）            | 日本テレビ系列 | 土曜 0:30 - 0:59 （金曜深夜） | 2022年10月8日 - 2023年4月1日（3月31日深夜） |
| 中京広域圏     | 中京テレビ（CTV）            | 日本テレビ系列 | 土曜 0:30 - 0:59 （金曜深夜） | 2022年10月8日 - 2023年4月1日（3月31日深夜） |
| 鳥取県・島根県 | 日本海テレビ（NKT）          | 日本テレビ系列 | 土曜 0:30 - 0:59 （金曜深夜） | 2022年10月8日 - 2023年4月1日（3月31日深夜） |
| 広島県         | 広島テレビ（HTV）            | 日本テレビ系列 | 土曜 0:30 - 0:59 （金曜深夜） | 2022年10月8日 - 2023年4月1日（3月31日深夜） |
| 山口県         | 山口放送（KRY）              | 日本テレビ系列 | 土曜 0:30 - 0:59 （金曜深夜） | 2022年10月8日 - 2023年4月1日（3月31日深夜） |
| 香川県・岡山県 | 西日本放送（RNC）            | 日本テレビ系列 | 土曜 0:30 - 0:59 （金曜深夜） | 2022年10月8日 - 2023年4月1日（3月31日深夜） |
| 高知県         | 高知放送（RKC）              | 日本テレビ系列 | 土曜 0:30 - 0:59 （金曜深夜） | 2022年10月8日 - 2023年4月1日（3月31日深夜） |
| 福岡県         | 福岡放送（FBS）              | 日本テレビ系列 | 土曜 0:30 - 0:59 （金曜深夜） | 2022年10月8日 - 2023年4月1日（3月31日深夜） |
| 長崎県         | 長崎国際テレビ（NIB）        | 日本テレビ系列 | 土曜 0:30 - 0:59 （金曜深夜） | 2022年10月8日 - 2023年4月1日（3月31日深夜） |